# Ottawa O-Train
El O-Train es un sistema de tren ligero en Ottawa, Ontario, Canadá, operado por OC Transpo. El sistema O-Train tiene tres líneas, la Línea Confederación (línea 1) operada eléctricamente y la Línea Trillium (línea 2) operada con diésel y el enlace del aeropuerto (línea 4) también operado con diésel. La red O-Train está completamente separada y no tiene pasos a nivel con carreteras.
Para 2026, se espera que se completen las expansiones a lo largo de la Línea 1 y la construcción de las estaciones de la Línea 3 en el extremo oeste, lo que elevará la longitud del sistema a 64,5 kilómetros, cuatro líneas y 41 estaciones.

## Historia

### Proyecto inicial
La línea Trillium se introdujo en 2001 como un proyecto inicial para proporcionar una alternativa a las vías de autobús de las que Ottawa había dependido exclusivamente durante mucho tiempo para su servicio de tránsito de alto grado. 
El sistema utiliza trenes de unidades múltiples diésel de piso bajo. Se considera legalmente un ferrocarril de línea principal a pesar de su uso para fines de transporte público local, y se parece más a un ferrocarril urbano que a un metro o tranvía. A menudo se lo describe como "tren ligero", en parte porque había planes para extenderlo hasta el centro de Ottawa como un servicio similar al de un tranvía, y en parte porque los trenes Bombardier Talent originales son más pequeños y livianos que la mayoría de los trenes principales de América del Norte y no cumplir con los estándares de la Asociación de Ferrocarriles Estadounidenses para la resistencia al choque.

### Planes de extensión
El 12 de julio de 2006, el Ayuntamiento de Ottawa votó por 14 votos contra 7, con 1 concejal ausente, para otorgar la expansión norte-sur al equipo de diseño de Siemens/PCL/Dufferin. La extensión propuesta, que no se llevó a cabo, habría reemplazado la línea Trillium con un sistema LRT eléctrico que funciona en doble vía, a diferencia del actual sistema diésel de vía única.
Según el plan, la línea se extendería hacia el este desde su terminal norte actual para atravesar LeBreton Flats y el centro de Ottawa hasta la Universidad de Ottawa, y hacia el suroeste desde su terminal de Greenboro hasta la creciente comunidad de Riverside South y Barrhaven. Gran parte de la ruta habría atravesado el área no desarrollada de Riverside South para permitir la construcción de un nuevo suburbio grande en el área al sur del aeropuerto. La línea no habría conectado con el aeropuerto. La construcción de la extensión estaba programada para comenzar en el otoño de 2006, lo que resultó en el cierre de las operaciones en mayo de 2007 y se completó en el otoño de 2009 con la reanudación de las operaciones con los nuevos sistemas y material rodante.

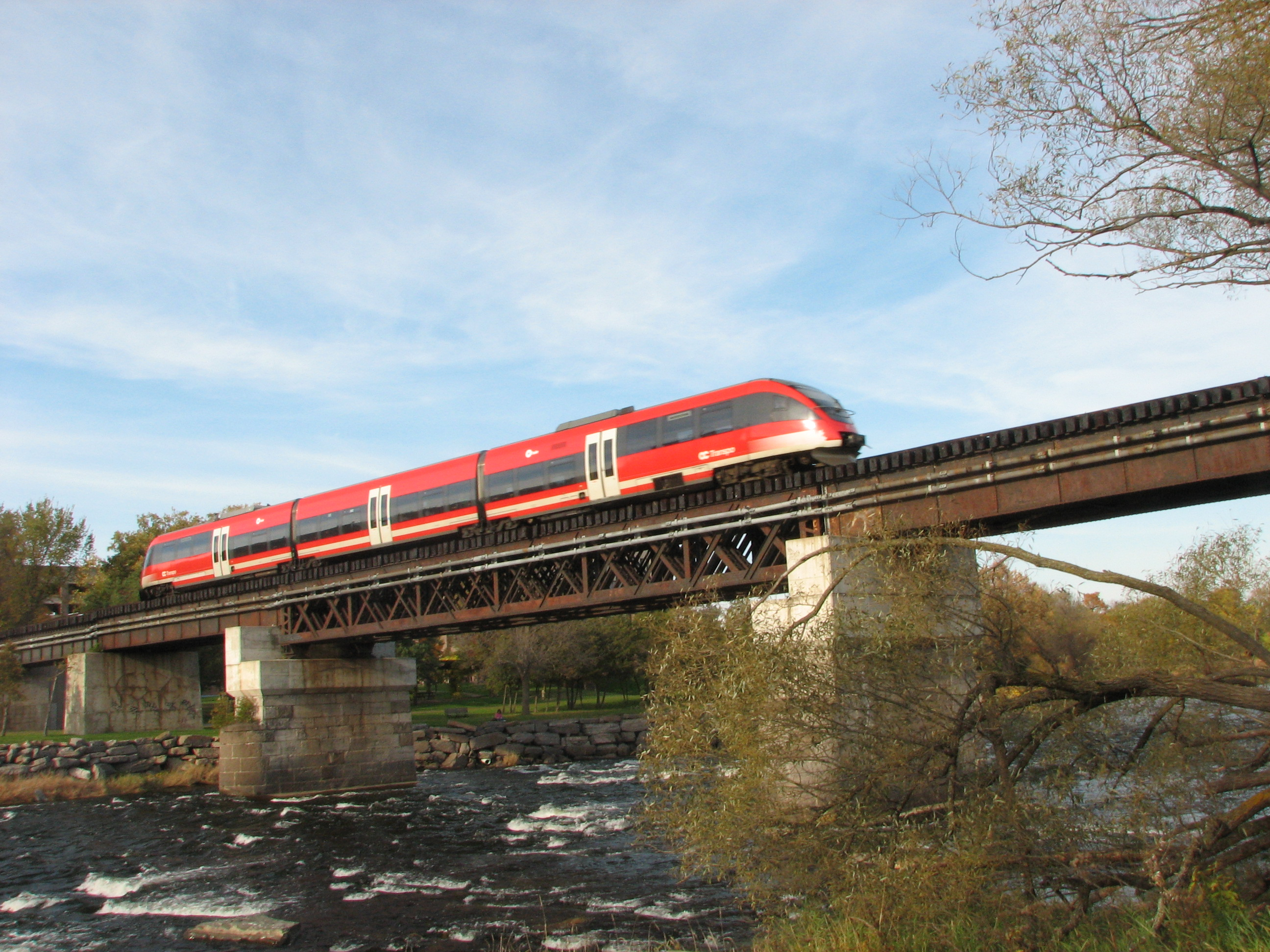
Línea Trillium cruzando el río Rideau.

Los Bombardier Talent con motor diésel habrían sido reemplazados por tranvías eléctricos más adecuados para la operación en la calle en el centro de la ciudad, específicamente el Siemens S70 Avanto. Otras ofertas habían propuesto el Bombardier Flexity Swift y un tranvía Kinki Sharyo.
Con el uso de energía eléctrica, una mayor frecuencia y el funcionamiento a nivel de la calle en el centro de Ottawa, el sistema ampliado se habría parecido mucho más a los tranvías urbanos a los que generalmente se hace referencia con la frase "tren ligero" que el proyecto inicial.
El costo estimado de la expansión norte-sur habría sido de poco menos de $ 780 millones, esto sin incluir la instalación de mantenimiento propuesta, lo que convierte al proyecto en el más grande en la historia de la ciudad desde el proyecto del Canal Rideau. Los gobiernos federal y provincial prometieron cada uno $200 millones para la expansión, y la ciudad contribuyó con el resto del costo utilizando fondos de varias fuentes, incluido el impuesto provincial a la gasolina, el fondo de reserva de tránsito de la ciudad y la Subvención de infraestructura de transporte provincial. Se esperaba que el 4,5% del costo total del proyecto proviniera de la base del impuesto a la propiedad. La ciudad también solicitó estudios sobre una extensión del ferrocarril desde la terminal propuesta de la Universidad de Ottawa hasta la estación Hurdman.

### Controversias de expansión
El proceso de planificación de la expansión norte-sur se convirtió en una fuente de gran controversia. Fue un tema importante en las elecciones municipales de 2006. El alcalde titular Bob Chiarelli había sido durante mucho tiempo el principal defensor del tren ligero en Ottawa. Terry Kilrea, quien terminó segundo detrás de Chiarelli en las elecciones municipales de 2003 y se postuló brevemente para alcalde en 2006, creía que el plan era demasiado costoso y también sería un peligro para la seguridad de los conductores de Ottawa. Pidió que se desechara todo el proyecto del tren ligero. El candidato a alcalde Alex Munter apoyó el tren ligero, pero argumentó que el plan haría poco para satisfacer las necesidades de tránsito de Ottawa y que el verdadero gasto final del proyecto se había mantenido en secreto. Quería cortar el tramo de Barrhaven y comenzar a trabajar en una línea este-oeste. Larry O'Brien, un empresario que entró tarde en la carrera, quería posponer el proyecto seis meses antes de tomar una decisión final.

Plan de extensión abandonado.

El presidente de Transport 2000, David Jeanes, partidario desde hace mucho tiempo del tren ligero en Ottawa y miembro del comité asesor de transporte de la ciudad, declaró que creía que el proyecto estaba "diseñado para fracasar". El personal de transporte de la ciudad, aunque estuvo mucho tiempo a favor de los sistemas de autobuses de tránsito rápido, no estuvo de acuerdo con la evaluación de Jeanes
Se propusieron numerosas alternativas, incluido el plan de Alex Munter, el "Plan práctico" de Friends of the O-Train, y el plan grupal de Ottawa Transit.
El 1 de diciembre de 2006 asumió el nuevo consejo. Se inició un debate sobre el tema durante la semana del 4 de diciembre con tres opciones que incluyen el statu quo, el truncamiento de partes de la vía actual o la cancelación del contrato. Un artículo del Ottawa Sun había informado el 5 de diciembre que si el proyecto se cancelaba, podría haber demandas de Siemens contra la ciudad por un total de hasta $ 1 mil millones.
El nuevo alcalde, Larry O'Brien, optó por mantener la extensión a Barrhaven mientras eliminaba la parte que iría desde Lebreton Flats hasta la Universidad de Ottawa. Sin embargo, el Ayuntamiento también había presentado la posibilidad de construir varios túneles en el centro de la ciudad en sustitución de las líneas ferroviarias en Albert y Slater. El costo total de los túneles habría sido, según el personal de la ciudad, de unos $500 millones.
El consejo votó por un margen de 12 a 11 a favor de continuar con el proyecto, pero sin la sección del centro. Se iba a realizar una evaluación ambiental sobre la posibilidad de construir un túnel a través del centro. Otro intento realizado por el concejal Gord Hunter para revisar el proyecto fracasó posteriormente.
Al mismo tiempo, el gobierno de Ontario también estaba revisando el proyecto antes de asegurar su financiación de $200 millones. Sin embargo, se informó que tanto el financiamiento federal como el provincial por un total de $ 400 millones no se aseguraron antes de la fecha límite del contrato del 15 de diciembre. O'Brien retiró su apoyo y se llevó a cabo una nueva votación el 14 de diciembre. Con la presencia de Rainer Bloess, quien estuvo ausente durante la votación anterior, el consejo decidió cancelar el proyecto por un margen de 13 a 11 a pesar de la posibilidad de demandas por parte de Siemens, el titular del contrato. Se informó el 7 de febrero de 2007 que el costo del proyecto cancelado fue de alrededor de $73 millones.
El 14 de febrero de 2007, se informó que Siemens había escrito una carta a la ciudad y le dio dos opciones. La primera propuesta fue que la ciudad pague $175 millones en compensación a Siemens para resolver la disputa y cancelar el contrato. La segunda propuesta fue relanzar el proyecto con un precio adicional de $70 millones al costo del proyecto original. La concejala Diane Deans había presentado una moción para debate el 23 de febrero de 2007, pero luego fue cancelada. Una encuesta realizada por la oficina del alcalde mostró que la mayoría de los residentes del extremo sur no estaban de acuerdo con la cancelación del proyecto, pero solo un tercio quería revivirlo. En 2008, las demandas contra la ciudad de Ottawa por la cancelación de su sistema de tren ligero totalizaron $36,7 millones.

### Línea este-oeste
La ciudad también comprometió fondos para realizar una evaluación ambiental para una ruta este-oeste, que se extiende entre Kanata y Orleans principalmente a través de un derecho de paso ferroviario existente que pasa por alto el centro. Inicialmente, los planificadores exploraron la posibilidad de utilizar los tres Talentos del sistema para un proyecto piloto de este a oeste después de que fueran reemplazados por tranvías eléctricos en la línea norte-sur. Debido a la cancelación del proyecto de electrificación norte-sur, cualquier plan adicional para los trenes a diésel en esa ruta es incierto. Alguna vez se pensó que Transport Canada podría no aprobar su uso en las vías existentes para un sistema este-oeste, ya que tendrían que compartirse con otros trenes de la línea principal. La ciudad optó por hacer la expansión hacia el oeste por etapas, comenzando con la Línea Confederación, la cual iba  de este a oeste.

### Etapa 2
En mayo de 2020, la construcción de la Etapa 2 cerró temporalmente la Línea 2 y se ofrecía un servicio de autobús de reemplazo en todas las estaciones. La Línea 2 abrió el 6 de enero de 2025 y se extiende hacia el sur hasta la estación Limebank e incorpora cinco nuevas estaciones, así como una línea adicional (Línea 4) que une la Línea 2 con el Aeropuerto Internacional de Ottawa, que reemplaza un servicio de autobús.
Para 2026, se espera que se completen las expansiones a lo largo de la Línea 1 y la construcción de las estaciones de la Línea 3 en el extremo oeste, lo que elevará la longitud del sistema a 64,5 kilómetros, cuatro líneas y 41 estaciones.

## Líneas

Mapa del sistema O-Train existente y en construcción.

| Operando              | Operando               | Operando   | Operando       | Operando              |
| Línea                 | Apertura               | Estaciones | Longitud en km | Tecnología            |
| --------------------- | ---------------------- | ---------- | -------------- | --------------------- |
| Línea Confederación   | 2019                   | 13         | 12.5           | Tren ligero eléctrico |
| Línea Trillium        | 2001 2025 (reapertura) | 11         | 12             | Tren ligero diésel    |
| Enlace del aeropuerto | 2025                   | 3          | 4              | Tren ligero diésel    |
| En Construcción       |                        |            |                |                       |
| Línea Confederación   | 2025-2026              | 16         | 27             | Tren ligero eléctrico |

## Accidentes

### 2014
El 21 de febrero de 2014, un sumidero de 8 metros de ancho y 12 metros de profundidad en el sitio del túnel LRT provocó el colapso de la carretera en Waller Street, justo al sur de Laurier Avenue. Nadie resultó herido y se desconocía la causa del socavón, pero el CBC informó que la administradora adjunta de la ciudad, Nancy Schepers, dijo que "el equipo de monitoreo ha confirmado que el impacto está localizado y el equipo geotécnico no ha identificado ningún problema de seguridad". en este punto".
El socavón interrumpió los servicios de electricidad, agua, sanitarios y pluviales a los negocios y semáforos cercanos. Se desvió el tráfico y los autobuses y se detuvo el trabajo en el LRT.
El sumidero se abrió directamente sobre el sitio de excavación del túnel LRT.

### 2016
Una sección de Rideau Street estuvo cerrada a todo el tráfico del 8 de junio al 2 de julio de 2016 después de que se derrumbó en las cercanías de las excavaciones que se estaban realizando para la estación Rideau de la Línea Confederación. Más tarde ese año, el 2 de octubre, se abrió un sumidero mucho más pequeño en la misma área que el sumidero del 8 de junio. Debido a los socavones, Rideau Street se cerró al tráfico regular de Sussex a Dalhousie hasta nuevo aviso. Solo se permitieron autobuses, taxis, vehículos de construcción y vehículos de reparto.
La calle no reabriría por completo al tráfico regular hasta mediados de diciembre de 2020.